# Laphria franciscana
Laphria franciscana är en tvåvingeart som beskrevs av Jacques-Marie-Frangile Bigot 1878. Laphria franciscana ingår i släktet Laphria och familjen rovflugor. Inga underarter finns listade i Catalogue of Life.